# The Book of Negroes
The Book of Negroes (Brasil: Meu Nome É Liberdade ) é uma minissérie canadense produzida pela CBC e exibida entre 7 de janeiro de 2015 e 11 de fevereiro de 2015. Ela é baseada no livro de 2007 de mesmo nome do escritor canadense Lawrence Hill.
A minissérie estreou no Brasil no dia 18 de janeiro de 2019, transmitida pela Rede Globo.

## Sinopse
Em 1750, uma menina de 11 anos chamada Aminata Diallo é levada de sua aldeia, na África Ocidental, por traficante de escravos. É colocada em um navio negreiro em direção aos Estados Unidos, sendo vendida como escrava para Robinson Appleby, e tendo que trabalhar em uma plantação na Carolina do Sul. Lá ela aprende a ler e a escrever. 
Anos depois, ela se casa com Chekura Tiano, que viera da mesma região que ela, que também fora escravizado. Eles têm uma filha, mas ela é vendida por Robinson Appleby, que em seguida vende Aminata para Solomon Lindo, um judeu que inspeciona a plantação.